# Myrmecium rufum
Espèce
Synonymes
- Myrmecia fulva Walckenaer, 1837
- Myrmecia vertebrata Walckenaer, 1837
- Myrmecia xanthopus C. L. Koch, 1841
- Myrmecium mendax Mello-Leitão, 1924
- Myrmecium itatiaiae Mello-Leitão, 1932

Myrmecium rufum est une espèce d'araignées aranéomorphes de la famille des Corinnidae.

## Distribution
Cette espèce est endémique du Brésil.

## Description
Cette araignée est myrmécomorphe.

## Publication originale
- Latreille, 1824 : Notice sur un nouveau genre d'Aranéides. Annales des Sciences Naturelles, Zoologie, vol. 3, p. 23-27 (texte intégral).